# Tulio Ospina

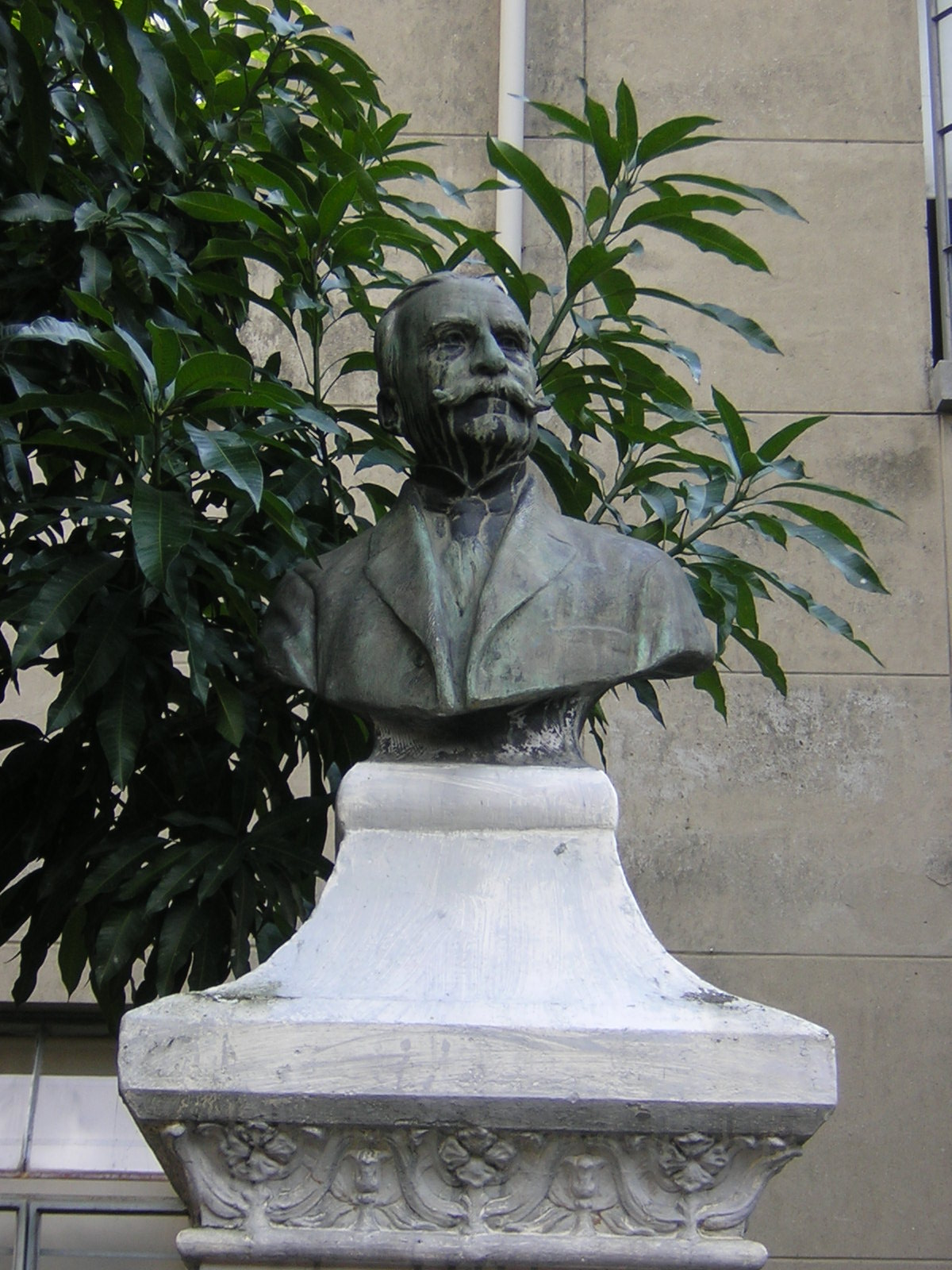
Büste im Eingang der Facultad de Minas

Tulio Ospina Vásquez (* 4. April 1857 in Medellín; † 17. Februar 1921 ebenda) war ein kolumbianischer Bergingenieur, Historiker, Wissenschaftler und Unternehmer sowie Autor zahlreicher Bücher und Schriften.

## Leben
Tulio Ospina wurde im April 1857 im Hause seiner Eltern geboren. Kurz danach wurde sein Vater Mariano Ospina Rodríguez (1805–1885) nach Bogotá berufen und Präsident der Republik Neugranada. Tulio zug 1877 nach San Francisco in Kalifornien, wo er am College of Santa Clara die englische Sprache studierte. Ende Juli 1877 nahm er zusammen mit seinem Bruder Pedro Nelo an der Universität von Kalifornien in Berkeley das Studium in Bergbau und Metallurgie auf. Dort promovierte Tulio Ospina auch. Ende 1882 kam er zurück nach Medellin  und gründete mit seinem Bruder zusammen ein Bergbauunternehmen, das neben dem Goldabbau auch ergänzt wurde durch ein Labor zum Schmelzen und Testen von Edelmetallen.
1904 wurde er Rektor der Universität von Antioquia und Mitbegründer, Präsident und ab 1911 Professor der 1895 gegründeten legendären Escuela Nacional de Minas (Bergbauakademie) sowie Gründer der Akademie für Geschichte.

## Posthum
Eine Büste steht zu seinen Ehren heute im Eingang der Facultad de Minas (Universidad Nacional de Colombia).

## Werke
Auszug einiger Veröffentlichungen:
- El cultivo del cacao en Antioquia,  1886
- El oidor Mon y Velarde: regenerador de Antioquia, 1901
- Reforma universitaria, 1905
- Reseña sobre la geología de Colombia y especialmente del antiguo departamento de Antioquia, (1911)
- Catálogo y bibliografía de Antioquia, 1913
- Agricultura colombiana notas de un curso dictado en la universidad de Antioquia, (1913)
- El plátano. (1941)